# Callum Turner
Callum Robilliard Turner (Londres, 15 de febrero de 1990) es un actor y modelo británico, quien es conocido por sus papeles de Bill Rohan en Reina y Patria y por Eli en la serie Glue del canal E4. Además interpretó a Theseus Scamander en las películas Animales fantásticos: Los crímenes de Grindelwald y Animales fantásticos: los secretos de Dumbledore.

## Biografía
Turner nació y creció en Chelsea (Londres). Su segundo nombre es por el poeta David Robilliard, quien era un amigo  de su madre. Es un gran fan y seguidor del equipo de fútbol Chelsea.
En una entrevista en el Festival de Cine de Cannes del 2014, Turner reveló que su madre lo inspiró a convertirse en un actor y que  generó en él un amor por el cine. Declaró que habiendo crecido en una hacienda, se distanció de las personas incorrectas y que fue inspirado a cambiar luego de ser afectado por Una Habitación para Romeo Brass del director Shane Meadows.

## Carrera
Turner empezó su carrera en 2010, trabajando como modelo para marcas como Next plc y Reebok.
En 2011, Turner cambió su trabajo como modelo por la carrera de actor. Protagonizó Tony en Zero, una película de 2011 dirigida por David Barrouk y producida por Michael Riley. En 2012 protagonizó, junto a la estrella de Waterloo Road Ben-Ryan Davies, el cortometraje Seres humanos dirigido por Jonathan Entwistle.
En 2012, apareció en el videoclip «Time to Dance» del grupo francés The Shoes, junto al actor Jake Gyllenhaal.
Más tarde en 2012, Turner fue seleccionado en la serie de ITV "Leaving" junto a la actriz de las películas de Harry Potter "Helen McCrory". "Leaving se centrará en la relación entre un Aaron de 25 años desilusionado (Turner) y una mujer de 45 años infeliz y madre llamada Julie (McCrory). Cuando la pareja empiezan a trabajar juntos en un hotel de campo Cheshire,  comparten un momento íntimo que les toma a ambos por sorpresa debiendo enfrentar las consecuencias de sus acciones." – ITV. La actuación de Turner fue satisfactoria con una mayoría de críticas positivas.
En diciembre de 2012, Turner protagonizó junto a la estrella de Sherlock, Andrew Scott y de Doc Martin, Martin Clunes  otra obra de  ITV:  The Town. En ella representa a Ashley, un adolescente perturbado e imprudente niño corredor, que es mucho más complicado de loo que parece a primera vista.
A comienzos de 2013, Turner hizo una aparición como invitado en la obra de ficción televisiva de Showtime, The Borgias como Calvino. También protagonizó un llamado Alleycats como Eze dirigido por Ian Bonhôte. Además tuvo un pequeño papel en la segunda serie de Ripper Street de la BBC One, interpretando a Phillip.
En junio de 2013, Turner fue seleccionado para el papel principal de una película de John Boorman llamada Queen and Country. Turner declaró que Boorman reveló secretos y acontecimientos muy personales de su vida con el objetivo de que Turner pudiera retratarle tan bien como fuese posible.
A comienzos de 2014, Turner se unió el reparto de la película de terror americano Victor Frankenstein de Paul McGuigan.
En abril de 2014, se anunció que Turner se había unido al reparto de la novela policíaca de E4 llamada Glue. Turner interpreta a Eli, un viajero gitano cuyo hermano menor Cal (Caballero) es asesinado.
Protagonizó a Danny en la película Tramps que se estrenó en el Festival Internacional de Películas de Toronto en 2016. 

## Vida personal
Desde 2016 al 2020, formó pareja con la actriz británica Vanessa Kirby. Desde inicios de 2024, está en una relación con la cantante británica, Dua Lipa. En junio de 2025 se anunció su compromiso matrimonial.

## Filmografía

### Televisión
| Año  | Título             | Función         | Notas |
| ---- | ------------------ | --------------- | ----- |
| 2012 | Leaving            | Aaron           |       |
| 2012 | The Town           | Ashley          |       |
| 2013 | The Borgias        | Calvino         |       |
| 2013 | Ripper Street      | Phillip         |       |
| 2014 | Glue               | Eli             |       |
| 2016 | War & Peace        | Anatole Kuragin |       |
| 2019 | The Capture        | Shaun Emery     |       |
| 2024 | Masters of the Air | Major Jonh Egan |       |

### Película
| Año  | Título                                            | Función           | Notas |
| ---- | ------------------------------------------------- | ----------------- | ----- |
| 2011 | Cero                                              | Tony              | Corto |
| 2012 | Seres humanos                                     | Scott             | Corto |
| 2013 | Alleycats                                         | Eze               | Corto |
| 2014 | Queen and Country                                 | Bill Rohan        |       |
| 2015 | Green Room                                        | Tiger             |       |
| 2015 | Victor Frankenstein                               | Alistair          |       |
| 2016 | Tramps                                            | Danny             |       |
| 2016 | Assassin's Creed                                  | Nathan            |       |
| 2017 | Writher's Room                                    | Callum            |       |
| 2017 | Mobile Homes                                      | Evan              |       |
| 2017 | The Only Living Boy in New York                   | Thomas            |       |
| 2018 | Animales fantásticos: Los crímenes de Grindelwald | Theseus Scamander |       |
| 2020 | Emma                                              | Frank Churchill   |       |
| 2020 | Divine                                            | Gregor Spring     |       |
| 2021 | The Last Letter from Your Lover                   | Antony O'Hare     |       |
| 2022 | Animales fantásticos: Los secretos de Dumbledore  | Theseus Scamander |       |
| 2023 | The Boys in the Boat                              | Joe Rantz         |       |

### Teatro
| Año  | Título             | Función | Notas             |
| ---- | ------------------ | ------- | ----------------- |
| 2011 | El Color de Casa   | Charlie | El Cockpit Teatro |
| 2013 | Sentimientos duros | Tono    | El Finborough     |

## Premios
El 27 de octubre de 2014, se conoció que Turner había sido seleccionado como uno de los 18 miembros del cine, la televisión y la industria de los videojuegos para recibir el premio "Breakthrough Brits". Los premios están organizados por los Premios de Cine de la Academia Británica (BAFTA), con el objetivo de reconocer y desarrollar las habilidades y carrera de estrellas emergentes en la industria. El premio llevaba aparejada la posibilidad de tener orientación y encuentros con figuras británicas, como Simon Pegg y Paul Greengrass.